# Smilax elmeri
Smilax elmeri är en enhjärtbladig växtart som beskrevs av Elmer Drew Merrill. Smilax elmeri ingår i släktet Smilax och familjen Smilacaceae.
Artens utbredningsområde är Filippinerna. Inga underarter finns listade.